# No Man's Land (Cornualha)

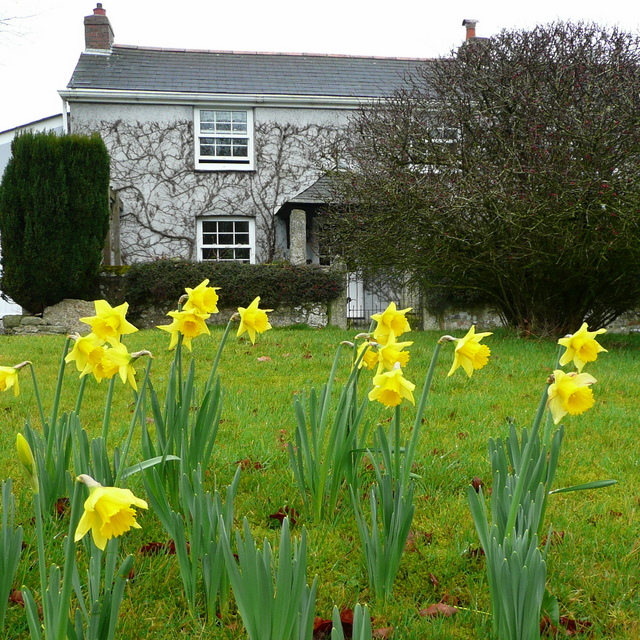
Uma casa em No Man's Land, Cornualha.

No Man's Land é uma vila no sudeste da Cornualha, Inglaterra, Reino Unido. Está situado a aproximadamente 3 km a nordeste de Looe, na estrada B3253 para Widegates. 
O Morval Vintage Steam Rally, um evento anual de fim de semana que arrecada fundos para instituições de caridade locais, acontece na Bray Farm em No Man's Land.